# Identités (film, 2017)
Pour les articles homonymes, voir Identités.
Pour plus de détails, voir Fiche technique et Distribution.
Identités est un film québécois écrit et réalisé par Samuel Thivierge, sorti en juin en 2018.

## Synopsis
Pris entre le vice, la luxure et l'amour, Christopher Bégin (Samuel Thivierge), à l'aube de la majorité, évolue rapidement dans le monde froid du mensonge et de la supercherie. Motivé par le désir de protéger sa mère, Chris fera la rencontre de son mentor Roger (Samy Naceri), un maitre de l'usurpation, qui l'entrainera vers les côtés les plus sombre de l'humain, jusqu'au jour où son parcours croisera celui de Gabrielle (Léa Girard Nadeau). Les choix de Chris ne seront désormais plus sans conséquence et ce, même pour ceux qui lui sont le plus précieux. Inspiré de faits réels, Identités, révèle le destin d'un jeune homme de bonne famille se transformant en un habile et séduisant fraudeur, entraînant par le fait même les rêves de gens innocents.

## Fiche technique
- Titre : Identités
- Réalisation : Samuel Thivierge
- Scénario : Samuel Thivierge
- Producteurs : Samuel Thivierge, Maude Thivierge, Paul Thivierge, Réal Jr Thivierge
- Directeur de la photographie : Alexandre Bussière
- Son : Christian Rivest
- Musique : Louis Côté
- Montage : Jean-François Bergeron
- Costume : Cydji Bau-Tremblay
- Coiffure : Philippe Athlan
- Maquillage : Audrey Lampron
- Sociétés de production : SMT Features.
- Pays :  Québec
- Genre : policier
- Durée : 93 minutes
- Dates de sortie :
  - Russie : 26 avril 2018 (Festival international du film de Moscou 2018)
  - Québec : 8 juin 2018
- Distributeur: VVS Films

## Distribution
- Samuel Thivierge : Christopher Begin
- Samy Naceri : Roger
- Gilbert Sicotte : M. Morency
- Léa Girard-Nadeau : Gabrielle Morency
- Jacynthe René : Laura
- Frédéric Gilles : Richard
- Jean-Carl Boucher : Fred
- Joseph Bellerose : Notaire
- Jordana Lajoie : Rachelle
- Ginette Boivin : Marie Morency
- Kristina Sandev : Kelly
- Christian Paul : Inspecteur police
- Nathalie Cavezzali : Agente de probation
- Sabine Karsenti : la vendeuse
- Audréane Carrier : Julia
- Kristian Hodko : Michael
- Philippe Bovet : Miguel
- Sharon James : Deepa

## Production

### Attribution des rôles
Il s'agit du deuxième long-métrage de Samuel Thivierge après La Fille Du Martin. Il y incarne le rôle principal du film aux côtés de Gilbert Sicotte et Samy Naceri.

### Tournage
Le tournage s'est déroulé au Québec, en majorité à Saint-Félicien dans la région du Saguenay-Lac-St-Jean et quelque peu à Montréal.

## Distinction

### Sélection
- Festival international du film de Moscou 2018 : film de clôture.